# Takashi Yoshimatsu
Takashi Yoshimatsu (Japans: 吉松 隆, Yoshimatsu Takashi) (Shibuya, 18 maart 1953) is een Japans hedendaags componist.
Yoshimatsu studeerde aan de Universiteit van Keio (departement technologie). Alhoewel Takashi Yoshimatsu een tijdje les volgde bij Teizo Matsumura is hij grotendeels autodidact. Hij wordt vooral gewaardeerd voor zijn toegankelijke, lyrische stijl. 
Sinds 1998 is Yoshimatsu "composer-in-residence" bij het label chandos. Anno 2008 omvat zijn werk 5 symfonieën, 9 concerto's (voor gitaar, fagot, trombone, saxofoon, piano, shakuhachi, cello, sopraansaxofoon en een pianoconcerto voor de linkerhand), andere orkestrale werken, sonates en kamermuziek.

## Composities

### Werken voor orkest

#### Symphonieën
- 1990 Kamui-Chikap Symfonie (Symfonie nr. 1), opus 40
- 1991 Symfonie nr. 2 "At Terra", opus 43
- 1998 Symfonie nr. 3, opus 75
- 2000 Symfonie nr. 4, opus 82
- 2001 Symfonie nr. 5, opus 87
- 2013 Symfonie Nr. 6 Birds and Angels, opus 113

#### Concerten voor instrumenten en orkest
- 1980 Threnody to Toki, voor piano en strijkorkest, op. 12
- 1984 Gitaarconcert "Pegasus Effect", op. 21
- 1988 Fagotconcert "Unicorn Circuit", op. 36
- 1993 Tromboneconcert "Orion Machine", op. 55
- 1993 Altsaxofoonconcert "Cyber Bird", op. 59
- 1997 Pianoconcert "Memo Flora", op. 67
- 1998 While an Angel Falls into a Doze..., voor piano en strijkorkest, op. 73
- 2003Celloconcert "Centaurus Unit", op. 91
- 2005 Sopraansaxofoonconcert "Albireo mode", op. 93
- 2007 Concert "Cepheus Note", voor piano (linkerhand) en orkest, op. 102

#### Andere werken voor orkest
- 1979 Dorian, op. 9
- 1982 Chikap, op. 14a
- 1986 The Age of Birds, op. 25
- 1991/1997 White Landscapes, op. 47a
- 1993/1998 Dream Colored Mobile II, op. 58a
- 1994 Ode to Birds and Rainbow, op. 60
- 1997 Atom Hearts Club Suite I, voor strijkorkest, op. 70b
- 1997 And Birds Are Still..., op. 72
- 1999 Atom Hearts Club Suite II, voor strijkorkest, op. 79a
- 2000 And Birds sing again..., op. 81
- 2000 Prelude to the Celebration of Birds, op. 83
- 2000 Fanfare 2001, op. 84
- 2008 Academic Festival Overture EX, op. 103

### Kamermuziek
- 1999 Metal Snail Suite, voor eufonium en piano, op. 80

### Werken voor traditionele Japanse instrumenten
- 1980 U-Getsu-Fu, voor shakuhachi en 17-snaren koto, op. 11
- 1986 Soh-Gyo-Fu, voor shakuhachi en 20-snaren koto, op. 26
- 1987 MIROKU effect, voor 11 traditionele Japanse instrumenten en strijkers, op. 33
- 1997 GAGAKU "Bird Dream Dance", voor gagaku-ensemble, op. 69
- 2002 Fugaku ... 7 scenes of The Sacred Mount Fuji, voor shakuhachi, 20-snaren koto en orkest, op. 88

## Discografie (selectie)
- Symphony no. 3, Cyber Bird Concerto. Chandos CHAN-9737
- Kamui-Chikap Symphony. Chandos CHAN-9838
- Symphony no. 4, Trombone Concerto. Chandos CHAN-9960
- Cello Concerto, etc. Chandos CHAN-10202
- Pleiades dances I-V. Denon COCO-73085